# کبوتر میوه‌خوار سینه‌نخودی
کبوتر میوه‌خوار سینه‌نخودی (نام علمی: Ptilinopus merrilli) یا کبوتر میوه‌خوار شکم‌نخودی گونه‌ای از پرندگان خانواده کبوتران (Columbidae) و بومی منطقه لوزون فیلیپین است. زیستگاه طبیعی آن جلگه نمناک نیمه‌گرمسیری یا گرمسیری تا جنگل‌های کوهستانی تا ۱۳۰۰ مترمربع است. با از دست دادن زیستگاه و به دام انداختن تجارت حیوانات خانگی در خطر است.
بر اساس قانون فیلیپین RA 9147، شکار، گرفتن یا نگهداری کبوترهای میوه‌خوار سینه‌نخودی غیرقانونی است.